# Carrier Air Wing 2

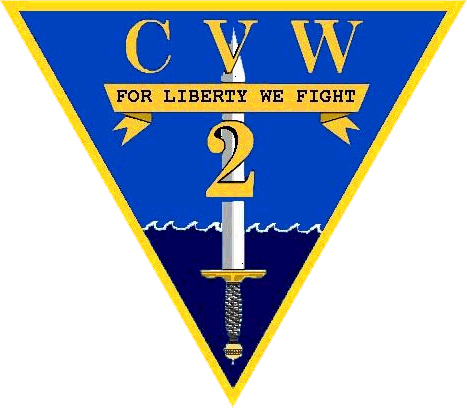

El Carrier Air Wing 2 (CVW-2) es un ala aérea embarcada de la Armada de los Estados Unidos; forma parte del Naval Air Force, U.S. Pacific Fleet; y está asignada al Carrier Strike Group 1 (CSG-1) y al portaaviones USS Carl Vinson. Su base es Naval Air Station Lemoore (California).

## Historia
Creado en 1945 como CVBG-74, compuesto por aviones de caza F4U-4 Corsair y SBW-4E Helldiver. En 1963 cambió su nombre a CVW-2 e incorporó los jets F-4 Phantom II. Le tocó luchar en la guerra de Vietnam a partir de 1965; en este conflicto, el CVW-2 logró el primer derribo de un MiG-17 de Vietnam del Norte, así como el primer uso de bombas inteligentes por parte de la US Navy. Fue condecorada. En 1991 participó de las Operaciones Desert Shield y Desert Storm (Irak). En 1999 estuvo en la Operación Southern Watch (Irak) y en 2003, la Operación Iraqi Freedom (Irak).